# Dolce arrotolato
Il dolce arrotolato, chiamato anche biscotto arrotolato, girella, rotolo o rotolo svizzero, è un particolare tipo di dolce preparato avvolgendo una farcitura all'interno di un foglio di pan di Spagna, in modo che affettandolo si possa osservare una spirale con un'alternanza di farcitura e pan di Spagna. Uno strato unico di pan di Spagna viene spalmato dal ripieno della torta in modo da essere arrotolato su se stesso. A differenza degli strati sovrapposti delle torte comuni, il rotolo è costituito da un unico pezzo di pan di Spagna.
Possono essere definiti arrotolati anche altri tipi dolci in cui è utilizzata la pasta sfoglia.

## Storia
I dolci di tipo arrotolato sono una famiglia di dolci che pare abbiano origine in Europa da un antico dolce inglese, di cui si ha una prima descrizione in un articolo del Northern Farmer, un giornale pubblicato ad Utica, New York, nel dicembre del 1852 il " To Make Jelly Cake”, la ricetta che lo descrive recita: 
(Northern Farmer Utica, New York, dicembre 1852)
La terminologia si è evoluta in America nel corso di molti anni. Dal 1852-1877 questo dolce veniva chiamato: Jelly Cake (1852), Roll Jelly Cake (1860), Roll Svizzera (1872), Jelly Roll (1873), e laminati Jelly Cake (1876). Il nome "Jelly Roll" è il termine attualmente usato.
L'origine del termine "Swiss roll» è sconosciuta. Il primo riferimento britannico ad una torta di tipo arrotolato con quel nome è apparso sulla lista delle vivande del 18 giugno 1871 pubblicata nel 1872 in un libro: A Voyage from Southampton to Cape Town, in the Union Company's Mail Steamer “Syria” in London.
La ricetta per "Swiss roll" è apparsa anche negli Stati Uniti, lo stesso anno, in The American Home Cook Book pubblicato a Detroit, Michigan nel 1872.
In diversi libri di cucina inglesi pubblicati tra il 1880 a 1890 è usato esclusivamente il nome swiss roll.
L'American Pastry Cook, pubblicato a Chicago nel 1894, ha presentato una base di "miscela Jelly Roll" e sue varianti che includevano, tra gli altri, lo Swiss Roll, il Venice Roll e il Paris Roll.
In Sicilia a Caltanissetta agli inizi del 1900, o poco prima, nacque la tradizione di un dolce chiamato rollò o rollò di ricotta nisseno, la cui assoluta unicità mondiale sta negli ingredienti tipici della pasticceria siciliana quali la ricotta di pecora e la pasta reale, fermo restando l'arrotolamento di un pan di Spagna al cacao.

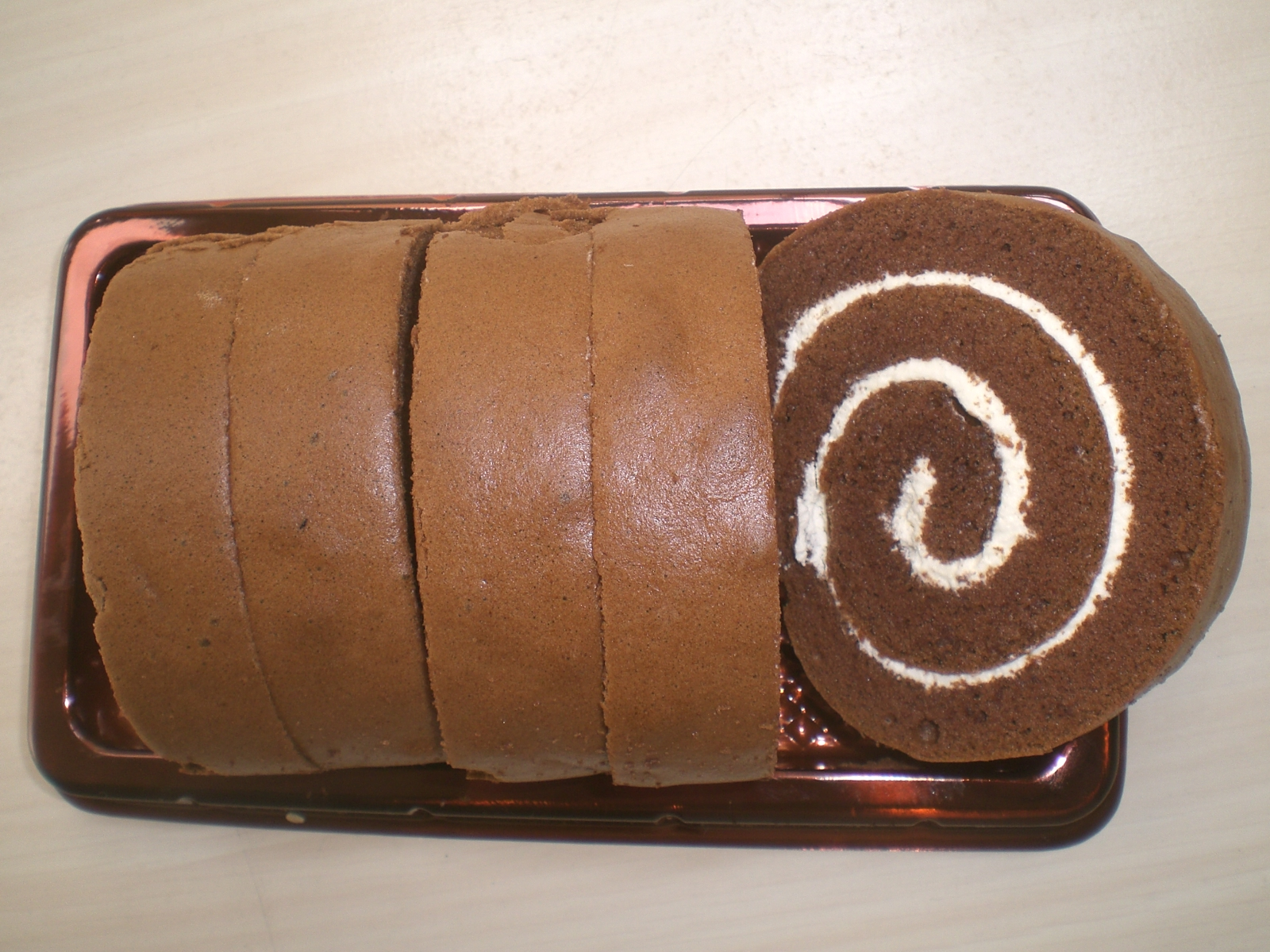
Swiss Roll
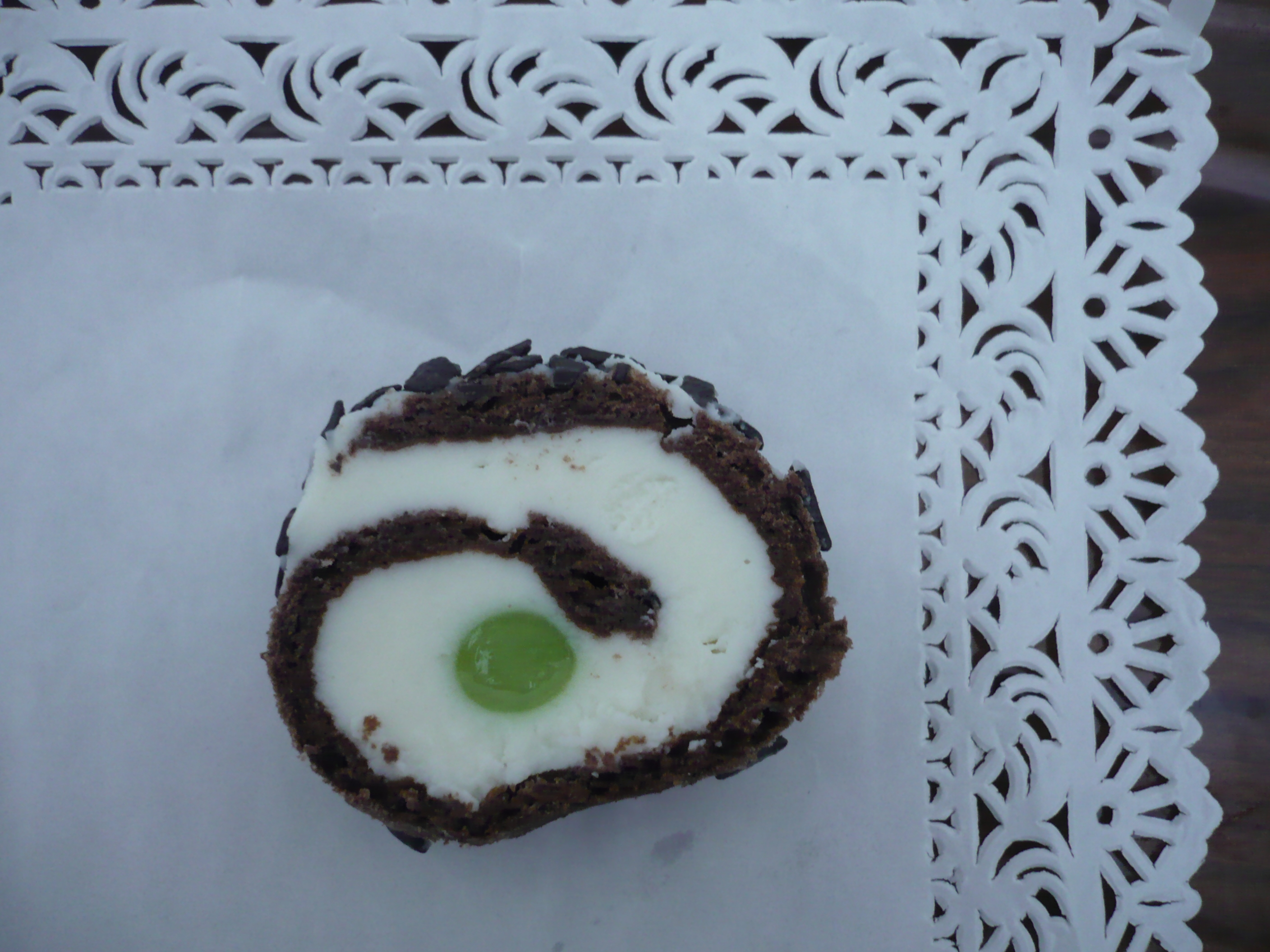
Rollò nisseno tipo mignon
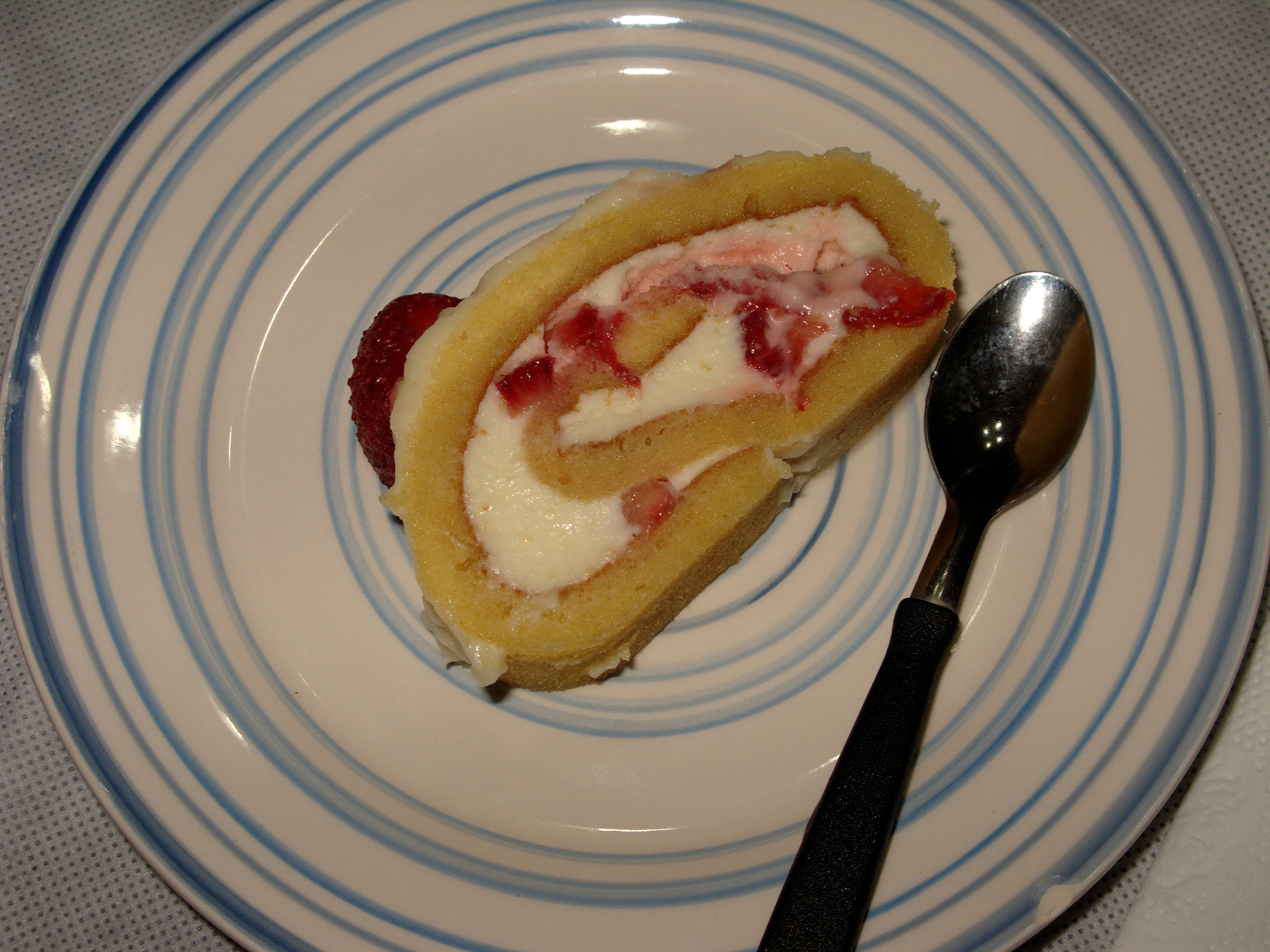
Il Pionono argentino
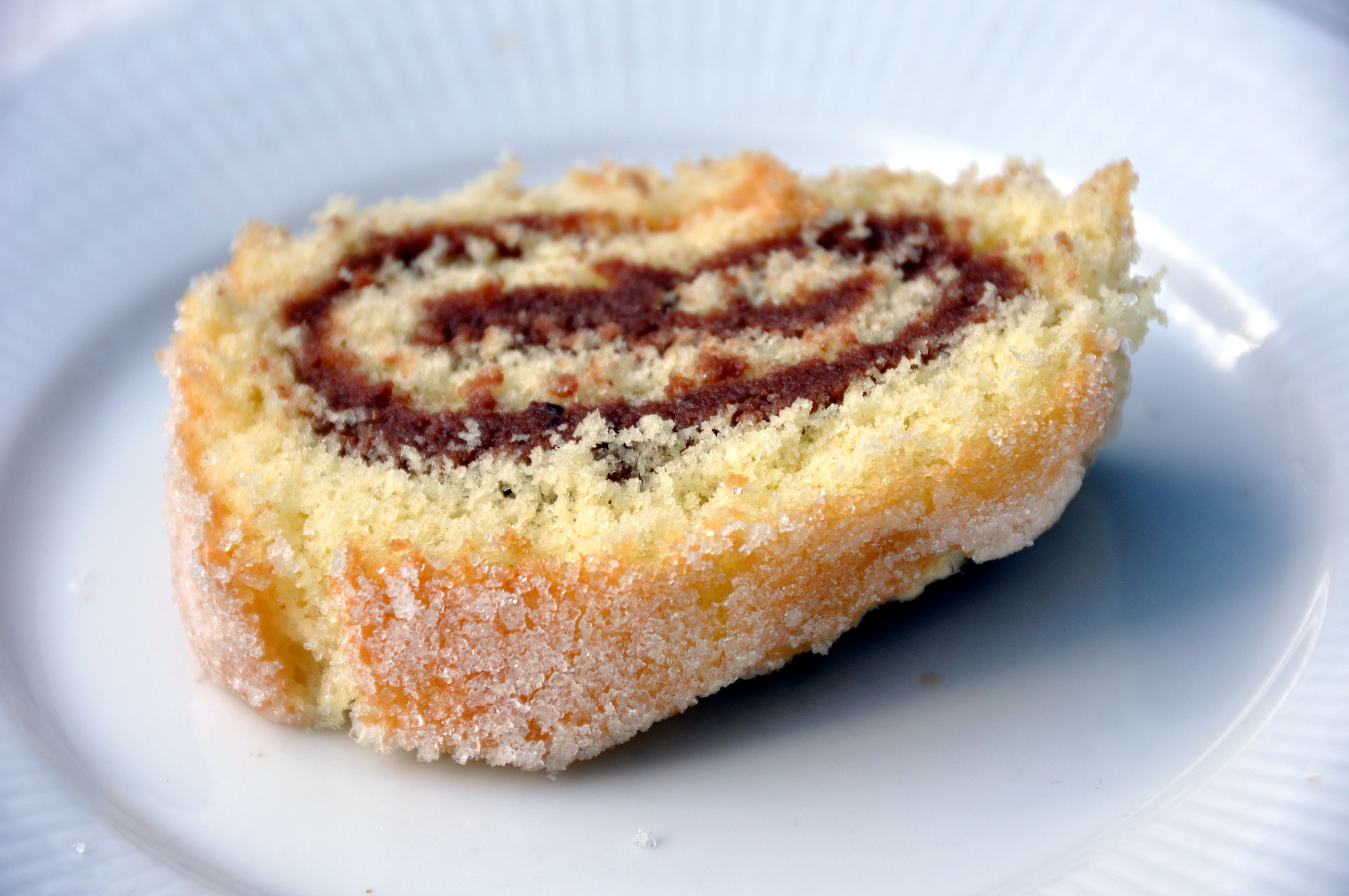
Brazo gitano spagnolo
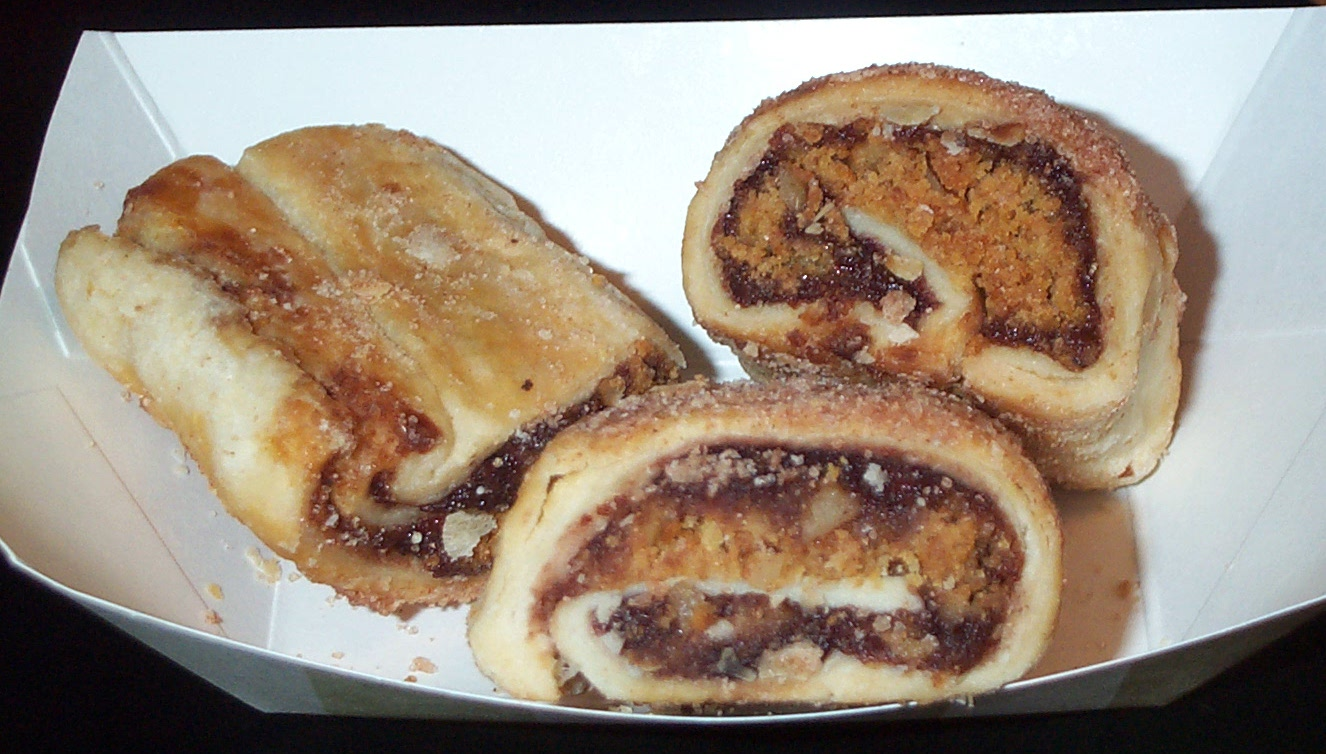
Il Rugelach Ebreo di origini Aschenaze
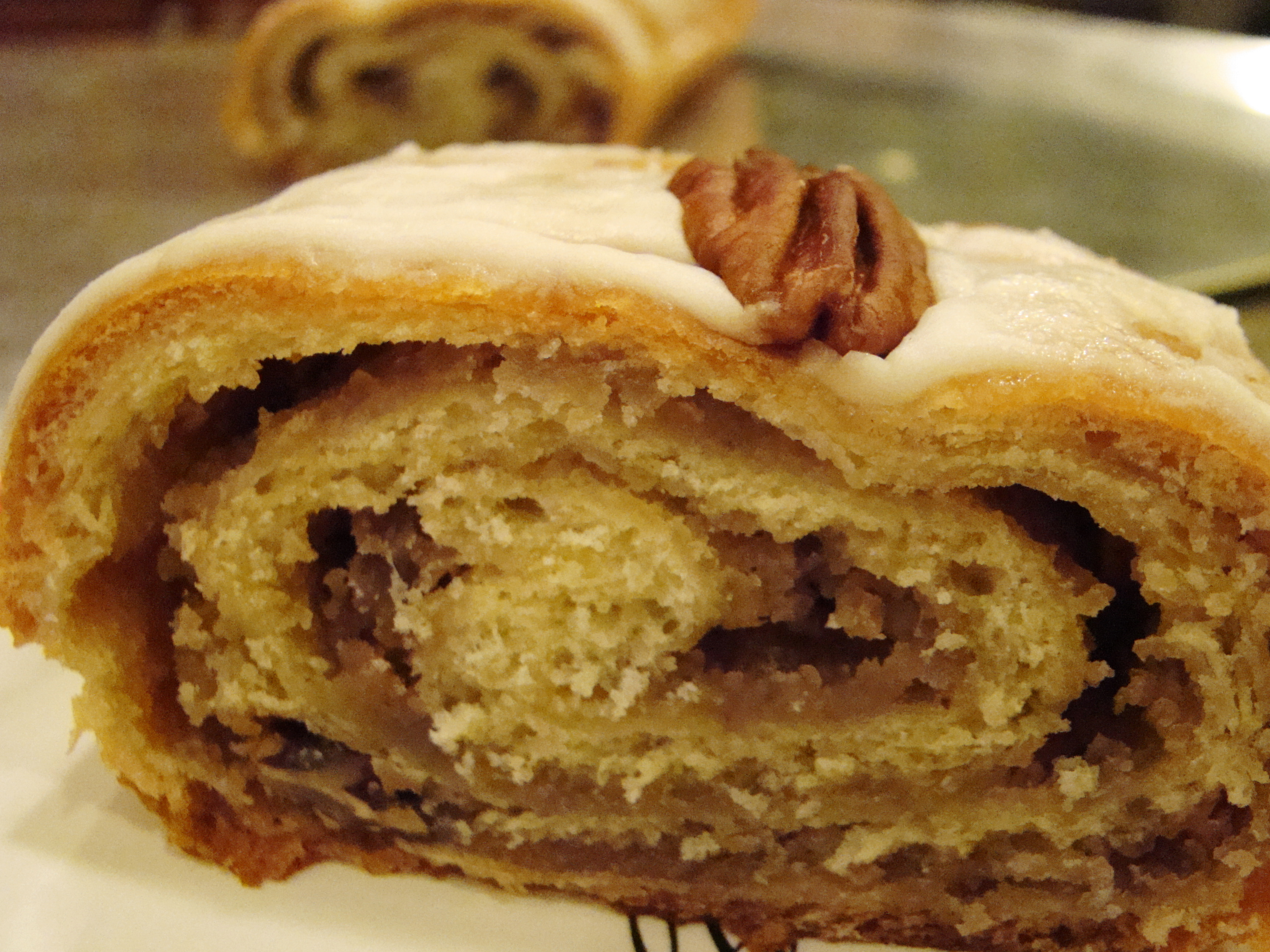
Lo strudel dell'Europa centrale

Gli Swiss roll più conosciuti sono:
- Swiss roll (cinese) o 瑞士卷蛋糕 solitamente con panna come ripieno, ma anche con marmellate di frutta.
- Swiss roll (Giappone) solitamente con panna montata e fragole.
- Swiss roll (indiano) solitamente detti "jam rolls”.
- Swiss roll (indonesiano) chiamato Bolu Gulung venduti al taglio fatto con crema al burro e frutta.
- Swiss roll (filippino) fatto con meringa morbida e un nucleo di crema.
- Swiss roll (portoghese) o Rocambole con ripieno di marmellata.
- Swiss roll (spagnolo) o brazo de gitano traduzione del gypsy's arm con crema o con cioccolato al tartufo.
- Swiss roll (finlandese e svedese) rispettivamente ulltårta rispettivamente kääretorttu con crema di burro e marmellata di fragole e solitamente fatto con di fecola di patate.
- Swiss roll (svizzero) che non ha però origine svizzere chiamato Biskuitroulade o Roulade in tedesco, gâteau roulé o roulade in francese, e biscotto arrotolato in Italiano.
- Swiss roll (inglese) al limone o con marmellate varie.
- Swiss roll (statunitense) spesso chiamato rollé, in genere al cioccolato ma talvolta anche a semifreddo gelato.

Altri Swiss roll nel mondo sono:
- Bosniaco: Rolat
- Catalano: Braç de gitano
- Croato: Rolada
- Ceco: Roláda
- Danese: Roulade
- Estone: Rullbiskviit
- Francese: Gâteau roulé o Rouleau Suisse
- Tedesco: Biskuitrolle, o Biskuitroulade (Austria)
- Greco: κορμός (letteralmente "tronco d'albero")
- Ebraico: גלילה (gəlēlah)
- Ungherese: tekercs Lekváros o tekercs Piskóta
- Islandese: Rúlluterta o rúllukaka
- Italiano: Tronchetto Siciliano: Rollò, Gattò Aretino

- Lituano: Vyniotinis
- Norvegese: Rullekake o rullade (Torta del rullo)
- Persiano: کیک رولت (Rolet Cake)
- Polacco: Rolada
- Portoghese: Torta (Portogallo), Rocambole (Brasile)
- Rumeno: Ruladă
- Russo: Рулет o Рулетка
- Serbo: Ролат
- Sloveno: Rolada
- Pionono (America Latina), Braccio de Reina (Cile)
- Thai: เค้ก โรล
- Turco: la pasta Rulo (Torta del rullo)
- Ucraina: Рулет
- Vietnamita: Bánh Bông lan Cuon